# John Lamb (baseball, 1946)
Pour les articles homonymes, voir Lamb.
Pour le lanceur du même nom, voir John Lamb (baseball, 1990).
John Andrew Lamb (né le 20 juillet 1946 à Sharon, Connecticut, États-Unis) est un ancien lanceur droitier de la Ligue majeure de baseball.
Il joue en 1970, 1971 et 1973 pour les Pirates de Pittsburgh comme lanceur de relève. En 47 matchs joués et 66 manches et un tiers lancées dans le baseball majeur, sa moyenne de points mérités se chiffre à 4,07 avec deux défaites, 5 sauvetages et 36 retraits sur des prises.